# Gao Feng (futbolista)
Gao Feng (en chino simplificado, 高峰, Shenyang, China; 22 de abril de 1971) es un exfutbolista de China que jugaba en la posición de delantero.

## Carrera

### Club
| Periodo   | Club                             |
| --------- | -------------------------------- |
| 1990–1991 | Chinese Olympic Development Team |
| 1992–1993 | Beijing FC                       |
| 1994–1996 | Beijing Guoan                    |
| 1997–1998 | Qianwei Huandao                  |
| 1998-1999 | Chongqing Longxin                |
| 1999-2000 | Shenyang Sealion                 |
| 2001–2002 | Tianjin Teda                     |

### Selección nacional
Jugó para China en 32 ocasiones de 1992 a 1997 y anotó nueve goles, participó en los Juegos Asiáticos de 1994 y en la Copa Asiática 1996.

## Vida personal
Estuvo casado con la cantante Na Ying hasta 2005 con quien tuvo un hijo. Gao Feng participó en la versión china de Dancing with the Stars en 2014. 
El 9 de marzo de 2015 Gao Feng fue arrestado por agredir a un taxista.

## Logros

### Club
- Copa de China de fútbol: 1

1996

### Individual
- Goleador de la Liga Jia-A en 1993.